# Matt Leanderson
Matt Leanderson est un rameur américain né le 11 mars 1931 à Seattle et mort le 2 novembre 2006.

## Carrière
Matt Leanderson dispute l'épreuve de quatre barré aux côtés de Carl Lovsted, Al Ulbrickson, Richard Wahlström et Al Rossi aux Jeux olympiques d'été de 1952 d'Helsinki et remporte la médaille de bronze.